# Leucauge insularis
Leucauge insularis este o specie de păianjeni din genul Leucauge, familia Tetragnathidae. A fost descrisă pentru prima dată de Keyserling, 1865. Conform Catalogue of Life specia Leucauge insularis nu are subspecii cunoscute.